# Dante López
Dante Rafael López Farina (ur. 16 sierpnia 1983 w Asunción) – paragwajski piłkarz pochodzenia hiszpańskiego z obywatelstwem meksykańskim występujący na pozycji napastnika.

## Kariera klubowa
Piłkarską karierę López rozpoczął w Club Sol de América. W 2001 roku zadebiutował w paragwajskiej Primera División i w barwach stołecznego klubu grał tam do końca 2002 roku. W 2003 roku przeszedł do lokalnego rywala, Cerro Porteño i grał tam przez pół roku. Latem 2003 Paragwajczyk wyjechał do Izraela do Maccabi Hajfa. Miał udział w wywalczeniu mistrzostwa Izraela, ale jeszcze w trakcie sezonu przeniósł się do hiszpańskiego drugoligowca Córdoba CF. Już latem 2004 wrócił do ojczyzny i najpierw przez rok grał w Nacionalu Asunción, a następnie przez kolejne pół w Olimpii Asunción.
Wiosną 2006 roku Dante trafił do Włoch. Został piłkarzem grającej w Serie C1, Genoi i awansował z nią do Serie B. Po sezonie przeszedł do FC Crotone, jednak 5 zdobytych goli nie pomogło w utrzymaniu w lidze. Po spadku Crotone o klasę niżej López przeszedł do zespołu Club Libertad, z którym na koniec roku 2007 wywalczył mistrzostwo Paragwaju.
| Sezon   | Klub                | Kraj      | Rozgrywki        | Mecze | Bramki |
| ------- | ------------------- | --------- | ---------------- | ----- | ------ |
| 2001    | Club Sol de América | Paragwaj  | Primera División | 8     | 1      |
| 2002    | Club Sol de América | Paragwaj  | Primera División | 13    | 2      |
| 2003    | Cerro Porteño       | Paragwaj  | Primera División | 6     | 1      |
| 2003/04 | Maccabi Hajfa       | Izrael    | Ligat ha’Al      | 10    | 0      |
| 2003/04 | Córdoba CF          | Hiszpania | Segunda División | 14    | 0      |
| 2004    | Club Nacional       | Paragwaj  | Primera División | 9     | 4      |
| 2005    | Club Nacional       | Paragwaj  | Primera División | 18    | 7      |
| 2005    | Club Olimpia        | Paragwaj  | Primera División | 19    | 12     |
| 2005/06 | Genoa CFC           | Włochy    | Serie C1         | 13    | 1      |
| 2006/07 | FC Crotone          | Włochy    | Serie B          | 36    | 5      |
| 2007    | Club Libertad       | Paragwaj  | Primera División | ?     | ?      |
| 2008    | Club Libertad       | Paragwaj  | Primera División |       |        |
| 2008    | UNAM Meksyk         | Meksyk    | Primera División |       |        |

## Kariera reprezentacyjna
W reprezentacji Paragwaju López zadebiutował 2 kwietnia 2003 roku zremisowanym 1:1 towarzyskim spotkaniu z Hondurasem. W 2006 roku został powołany przez Aníbala Ruiza do kadry na Mistrzostwa Świata w Niemczech w miejsce kontuzjowanego José Cardozo. Na turnieju w Niemczech wystąpił jedynie w przegranym 0:1 spotkaniu ze Szwecją.